# Бријана Евиган
Бријана Евиган (енгл. Briana Evigan; 23. октобар 1986) америчка је глумица и плесачица позната по улози Енди Вест у филмовима из серијала Ухвати ритам.